# Dare to Dream
Dare to Dream es el octavo álbum de Estudio del músico griego Yanni, lanzado bajo el sello Private Music en 1992. Este álbum, alcanzó el #2 en la lista de la Cartelera de los “Álbumes de New Age” y el lugar #32 en la “Cartelera 200”, de los mejores álbumes de todos los tiempos, tanto fue así, que fue Oro dentro de dos meses de su descargo y se nominó para un Granmy. El álbum fue incrementando su popularidad y siguió la venta por el exterior, hasta pasar por 65 ciudades, que a su vez fueron las mismas ciudades de la gira del Concierto llamada “Dare To Dream” la cual, con el espíritu enérgico de Yanni, desafió a los públicos y se alentó “a no tener miedo a soñar”, a su vez, en su más nuevo álbum Yanni expresó: “Dare To Dream” viene de una realización que no solo hace a las personas perseguir sus sueños; ellos tienen a menudo miedo a soñar en absoluto. Si nosotros no nos atrevemos a soñar, nosotros no podemos formar nuestro futuro”.
“Dare To Dream” es el primer nuevo material de Yanni en tres años y hallazgos donde el músico griego exalta su grandeza con sus temas románticos en las estructuras de las canciones más firmes y melodiosas. Los fondos del sintetizador (synth) resurgiente, al igual que el piano constante y persuasivo, hacen de su magia y estilo algo único, e inigualable. Temas como “A Love For Live" , "Nice To Meet You" que destallan célebremente la energía épica en los lugares más pequeños, son trabajos tácticos de relevancia única, especialmente el último tema que se deja llevar por el clamar de un violín eléctrico. Por otra parte, Yanni expone su corazón con los temas "In The Mirror" y "So Long My Friend"--dos baladas lacrimosas llenas de sentimientos que caen en forma de cascada como las hojas de lluvia en una sola calle de la ciudad-. También nos deleita el tema "You Only Live Once", que él sólo vuelve al disco algo glorioso y aventurero a la vez, y es seductor en su excepcionalidad. Sin embargo, ilustra la desventaja principal para “Soñar” que es la confianza de Yanni en las arenas, intentando cambiar el orden supremo de los sintetizadores, como su “despertar” en 1990 en colaboración viva con la Orquesta sinfónica de Dallas, en el cual los instrumentos tomaron vida única, y solo acentuaban la música de Yanni, en lugar de amortiguarlo. Este es un problema menor, sin embargo, desde que la instrumentación artificial fue creada, siempre ha sido parte del sonido muy exitoso de Yanni, y creando las condiciones armoniosas características en él, se creará entonces el hábitat perfecto.

## Temas
| #   | Tema                     | Duración |
| --- | ------------------------ | -------- |
| 1.  | "Once Upon a Time”       | 3:53     |
| 2.  | "A Love For Life”        | 5:10     |
| 3.  | "Nice To Meet You"       | 5:38     |
| 4.  | "So Long My Friend"      | 3:50     |
| 5.  | "You Only Live Once"     | 7:22     |
| 6.  | "To The One Who Knows”   | 5:39     |
| 7.  | "Face in The Photograph" | 3:49     |
| 8.  | "Felitsa"                | 4:47     |
| 9.  | "Desire"                 | 5:02     |
| 10. | "Aria"                   | 4:00     |
| 11. | "A Night To Remember"    | 5:48     |
| 12. | "In The Mirror"          | 4:08     |

## Personal
Todos los temas musicales presentes en este disco fueron compuestos por Yanni, menos “Aria”, compuesta por Yanni y Malcolm McLaren y basada en una parte corta de la ópera francesa del siglo XIX "Lakmé" de Léo Delibes.